# Protonentherapie

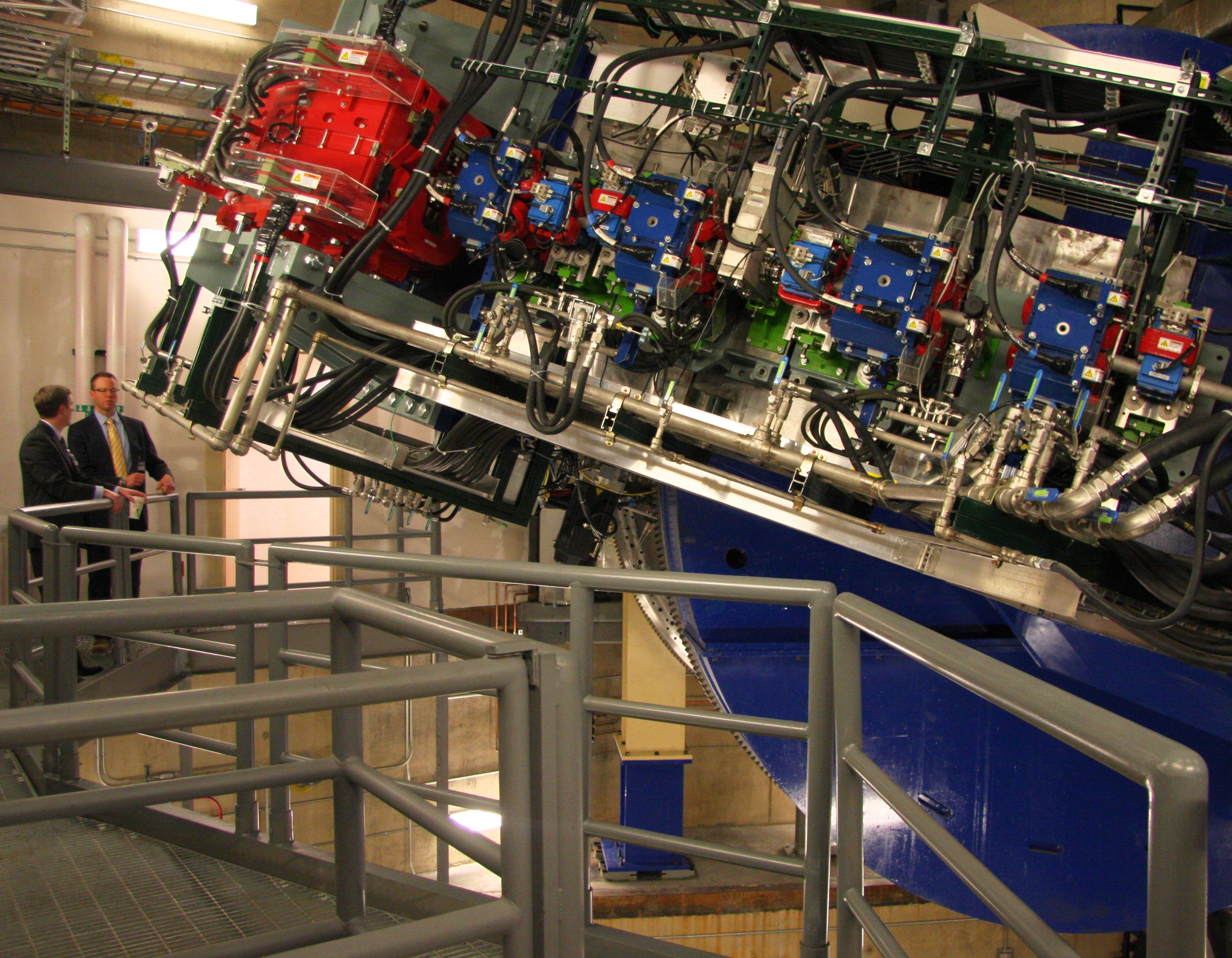
De synchrocyclotron protonenversneller voor de protontherapie in het Jacobson Building, Mayo Clinic te Rochester, Minnesota, in de Verenigde Staten.

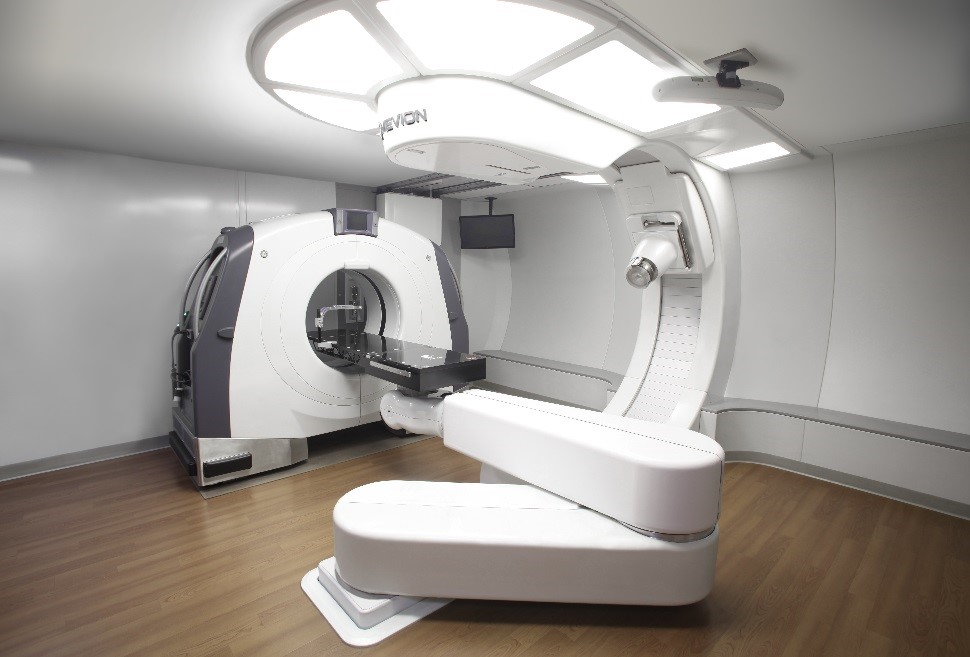
De positionerings- en bestralingsruimte van de Mevions250, de protonversneller van S. Lee Kling Proton Therapy Center in St. Louis.

Protonentherapie (ook wel bekend als protontherapie of proton radiotherapie) is een vorm van externe radiotherapie waarbij kwaadaardige nieuwvormingen (kanker) in het lichaam met behulp van ioniserende straling bestreden worden. Radiotherapie vormt samen met chirurgie en chemotherapie de drie pijlers voor de behandeling van patiënten met kanker. Het effect van radiotherapie berust op het verschil in gevoeligheid voor straling tussen gezond weefsel en kankerweefsel.

## Protonen
Protonentherapie en conventionele vormen van radiotherapie verschillen in het type ioniserende straling waarmee kankerweefsel wordt bestraald. Bij conventionele radiotherapie worden tumoren bestraald met hoogenergetische röntgenstraling dat bestaat uit pakketjes energie zonder massa, fotonen genaamd. Bij protontherapie wordt gebruikgemaakt van een bundel hoogenergetische protonen. Deze straling is het best te vergelijken met de kosmische straling die onder andere van onze zon afkomstig is. Protonen zijn subatomaire deeltjes met een elektrische lading en een kleine massa. Doordat protonen en fotonen fundamenteel verschillende interacties met lichamelijke weefsels vertonen, hebben protonentherapie en bestraling met röntgenstraling een verschillende uitwerking. Hoewel er weinig grootschalige vergelijkende studies bestaan, is er veel experimenteel bewijs dat protonen voor betere resultaten zorgen bij de behandeling van bepaalde soorten kanker.
Behalve protonen kunnen ook andere deeltjes gebruikt worden voor radiotherapie, zoals bijvoorbeeld koolstofionen. Ieder type deeltje heeft een andere interactie met het kankerweefsel. Een verzamelnaam voor alle soorten bestralingen met behulp van deeltjes met een (minuscule) massa en elektrische lading is deeltjestherapie of hadrontherapie.

## Werking en de voor- en nadelen

Dieptedosiscurven voor straling die van elektronen met energieen van 4 MeV en 20 MeV en protonen van 150 MeV. De remstraling wordt van een elektron of proton uit de versneller op het lichaams- of tumorweefsel van de patiënt overgedragen. De energie van de elektronen en de protonen kan voor stralingstherapieën gebruikt worden.

De protonen die nodig zijn voor protonentherapie worden versneld en gefocusseerd door een speciaal voor radiotherapie ontworpen deeltjesversneller (doorgaans is dit een aangepaste synchrotron of cyclotron deeltjesversneller) die protonen versnelt tot een snelheid van maximaal 60% van de lichtsnelheid. De bundel kan zo afgesteld worden dat de protonen het lichaam binnengaan en pas bij het bereiken van de tumor al hun energie afgeven. Dit verschijnsel van energieafgifte is beschreven door de Wet van Bragg van de Britse natuurkundigen William Henry Bragg en William Lawrence Bragg die aantoonden dat fotonen de afgegeven energie verdelen over de gehele route door het lichaam terwijl protonen en andere elektrisch geladen deeltjes met massa hun energie pas bij het bereiken van hun indringdiepte afgeven. Dit verschijnsel waardoor de energie overdracht in een weefsel op een bepaalde diepte maximaal is, wordt de Bragg peak genoemd.
Het voordeel van protonen is gebaseerd op dit principe: terwijl fotonen bijna evenveel schade aanrichten bij het gezonde weefsel om de tumor heen, kunnen protonbundels zo afgesteld worden dat ze minimale schade aanrichten buiten de tumor en maximale schade binnenin de tumor zelf.

### Remstraling en energieoverdracht
De energie die door de remstraling van de protonen op het lichaamsweefsel overgedragen wordt kan door de deeltjesversneller veel nauwkeuriger op het inwendige van een tumor gericht worden dan met een bundel hoogenergetische elektronen, een harde röntgenbundel of met behulp van een andere stralingsbron mogelijk is.
Hierdoor kan nauwkeuriger bestraald worden en/of een hogere dosis afgegeven worden aan de tumor. Deze voordelen zijn bijvoorbeeld van belang bij tumoren die zich vlak bij stralingsgevoelige lichaamsdelen bevinden, of tumoren die relatief ongevoelig zijn voor straling. In het algemeen zullen de bijwerkingen naar aanleiding van protonenbestraling minder zijn dan bij conventionele radiotherapie.

### Bestraling met andere deeltjes
Als de tumor met hoogenergetische elektronen wordt bestraald, dan vertoont de dieptedosiscurve geen maximum zoals bij de bestraling met protonen het geval is omdat de hoogenergetische elektronen door alle elektronen in het weefsel verstrooid worden. Als de tumor met zwaardere heliumkernen of met andere ionen wordt bestraald, dan kunnen de eigenschappen van dieptedosiscurven op verschillende manieren veranderen. Dit opent de mogelijkheid om de behandeling voor de bestraling van moeilijk te bestralen tumoren verder te optimaliseren.

### Nadelen
Belangrijk nadeel van protonentherapie ten opzichte van conventionele radiotherapie betreft de kosten en omvang van de apparatuur die nodig is voor het opwekken van de protonenbundel. Hierdoor is een protonenfaciliteit een stuk duurder dan faciliteiten die gebruikmaken van röntgenstraling. Dit was in 2007 de reden voor de Belgische overheid om te besluiten niet te investeren in een protonenfaciliteit. Een ander nadeel is gerelateerd aan het voordeel van protonentherapie: doordat de bundel heel nauwkeurig een hoge stralingsdosis kan afgeven, is het risico van beschadiging van gezond weefsel in gevallen waarbij de bundel niet goed gericht is op de tumor, bijvoorbeeld doordat de patiënt te veel beweegt tijdens de bestraling of als de tumor door veel zacht weefsel is omgeven, evenredig groter.
De protonentherapie is bij uitstek geschikt voor bestraling van tumoren in het hoofd en de halsstreek, zoals hersentumoren en tumoren die zich bijvoorbeeld dicht in de buurt van speekselklieren of andere kwetsbare klieren en organen bevinden. Tumoren in het hoofd en de halsstreek kunnen doorgaans weinig van plaats veranderen ten opzichte van de schedel die meestal relatief eenvoudig t.o.v. de positie van de stralingsbron gefixeerd kan worden.
Omdat kinderen relatief gevoelig zijn voor lage stralingsdoses is protonentherapie bij uitstek geschikt voor de bestraling van tumoren bij kinderen.
Voor de bestraling van tumoren in de buikholte van volwassenen is de protonentherapie meestal het minst geschikt.

## Medische toepassing
De eerste die het gebruik van protonen suggereerde voor de behandeling van tumoren was de Amerikaan Robert R. Wilson. Dit was in 1946 toen Wilson betrokken was bij het ontwerp van het Harvard Cyclotron Laboratorium in de V.S. De eerste patiënten werden niet in ziekenhuizen behandeld maar bij deeltjesversnellers voor wetenschappelijk onderzoek zoals het Berkeley Stralingslaboratium in de V.S. (vanaf 1954) en in Uppsala, Zweden (vanaf 1957). In 1961 werd de behandeling in een ziekenhuisomgeving geïntroduceerd in Massachusetts (V.S.). Hier zijn tot 2002 zo'n 10.000 patiënten behandeld en is de behandelmethode verder ontwikkeld. De eerste Europese behandelfaciliteit bestaat sinds 1984 en bevindt zich in het Paul Scherrer Instituut (PSI) in Villigen, Zwitserland.
Inmiddels zijn er in vele landen behandelcentra. Wereldwijd waren in maart 2010 zo'n 67.000 patiënten met protonen behandeld.

## Invoering in Nederland

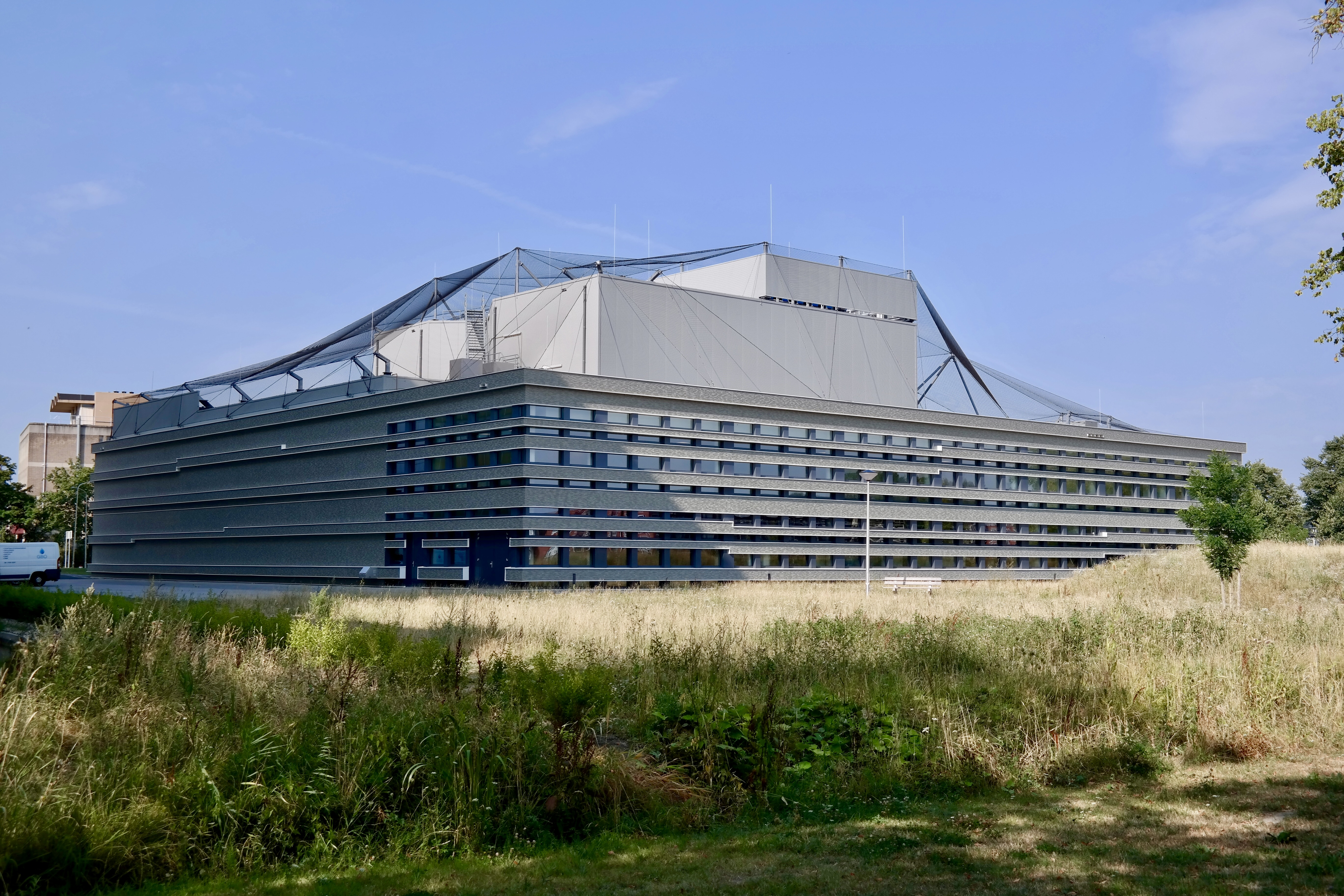
Protonentherapiecentrum van het UMCG

In 2009 maakte de Minister van Volksgezondheid, Welzijn en Sport bekend dat hij voorstander is van een geleidelijke introductie van de therapie in Nederland, waarbij allereerst die typen kanker behandeld zullen worden waarbij het bewezen voordeel van protonenbestraling het grootst is. In 2009 heeft de Gezondheidsraad het Signalement Protonenbestraling gepubliceerd. Hierin zijn de indicaties voor protonentherapie beschreven, wordt een schatting gemaakt van het aantal patiënten dat in aanmerking kan komen voor de therapie en worden aanbevelingen gedaan voor de invoering ervan in Nederland. Het CVZ (huidige Zorginstituut Nederland) heeft in twee rapporten in 2010 en 2011 vastgesteld dat protonentherapie voor een aantal indicaties voldoet aan de stand van wetenschap en praktijk en tot het verzekerde pakket van de Zorgverzekeringswet behoort. 
Er is gekozen voor de ontwikkeling van vier protonenbestralingsfaciliteiten verspreid over Nederland. Op 29 juli 2013 werd een regeling in de Staatscourant gepubliceerd, die het mogelijk maakte maximaal vier vergunningen te verlenen. In december 2013 heeft de minister van VWS vergunningen verleend aan UMC Groningen Protonen Therapie Centrum en HollandPTC en in februari 2014 aan APTC en Maastricht. Realisatie hing af van de contractering van deze zorg door de zorgverzekeraars. In Groningen en Delft zijn in 2017 centra gerealiseerd. Ook in Maastricht zal vanaf 2018 een faciliteit actief zijn. De komst van een Amsterdamse protonenstraler is nog onzeker.
De drie initiatieven:
- UMC Groningen Protonen Therapie Centrum, Universitair Medisch Centrum Groningen[18]
- HollandPTC, een samenwerkingsproject van Technische Universiteit Delft, Erasmusuniversiteit Rotterdam, en Leids Universitair Medisch Centrum)[19]
- Maastro Clinic, Universiteit Maastricht

Afhankelijk van de omvang van de behandelbehoefte wordt in 2019 mogelijk een vierde centrum gerealiseerd:
- APTC, een samenwerking tussen VU medisch centrum, Academisch Medisch Centrum en het Antoni van Leeuwenhoek te Amsterdam.

## Invoering in België
In België zijn twee initiatieven opgestart.
Een consortium van UZ Leuven/KU Leuven en CU Saint-Luc/UCLouvain met als partners UZ Gent, UZA, UZ Brussel en CHU UCLouvain Namur en alle aan deze universitaire ziekenhuizen gekoppelde netwerkziekenhuizen hebben met de steun van de Vlaamse overheid het interuniversitair protontherapiecentrum ParTICLe opgestart. ParTICLe heeft een samenwerking met 80 procent van alle Belgische radiotherapiecentra. ParTICLe beschikt over twee deeltjesversnellers of cyclotrons in twee bunkers, geïntegreerd in de UZ Leuven Campus Gasthuisberg.  Een toestel is voor therapie, een ander voor onderzoeksdoeleinden. Dit vermijdt dat onderzoek enkel ’s avonds of in het weekend kan ingepland worden als het bestralingstoestel overdag voor patiënten gebruikt wordt. Het hoogtechnologisch onderzoek, in samenwerking met de leverancier van de twee ProteusONE cyclotrons, IBA, betreft de verfijning van de protonenstralen en de optimale afstemming van beeldvorming, zoals een CT-Scan, en protonenbestraling. De imbedding in een bestaand academisch ziekenhuis maakt mogelijk dat het voorbereiden van de patiënt op de behandeling kan gebeuren in een bestaand radiotherapiecentrum waarvan het protoncentrum een onderdeel vormt, er ook een optimale integratie is met ondersteunende diensten van beeldvorming, chirurgie of anesthesie en er een optimale aansluiting bestaat met klinische behandelingslijnen die protontherapie gebruiken. De bouw van ParTICLe kostte 45 miljoen euro. De cyclotrons werden in april 2018 in de bunkers geplaatst. Deze produceren 230 mega-elektronvolt (MeV) met een gemiddelde stroomsterkte van 135 nAmp terwijl de installatie slechts 55 ton weegt en een diameter van 2,5 meter heeft. Het centrum werd geopend in de herfst van 2019.
Met steun van de Waalse Regering en met een kostprijs van 46 miljoen euro wordt in Lodelinsart in de omgeving van het Hôpital Civil Marie-Curie - CHU de Charleroi de site van het PROTHER-WAL, het PROton THErapy Research in WALlonia centrum, gebouwd. Ook hier wordt het netwerk uitgebreid met zes bijkomende ziekenhuizen, CHU de Mons-Borinage, CHU Liège, CHU Tivoli, Grand Hôpital de Charleroi (GHDC), Hôpital Erasme en de Intercommunale de Santé Publique du Pays de Charleroi (ISPPC). PROTHER-WAL heeft in 2018 ook gekozen voor de aankoop van een IBA ProteusONE.